# Ma Shouzhen
Ma Shouzhen (馬守真, nota anche con il suo nome di cortesia Ma Xianglan, 馬湘蘭S, lett. "Orchidea del fiume Xiang"; Nanchino, 1548 circa – 1604) è stata una pittrice e poetessa cinese.

## Biografia

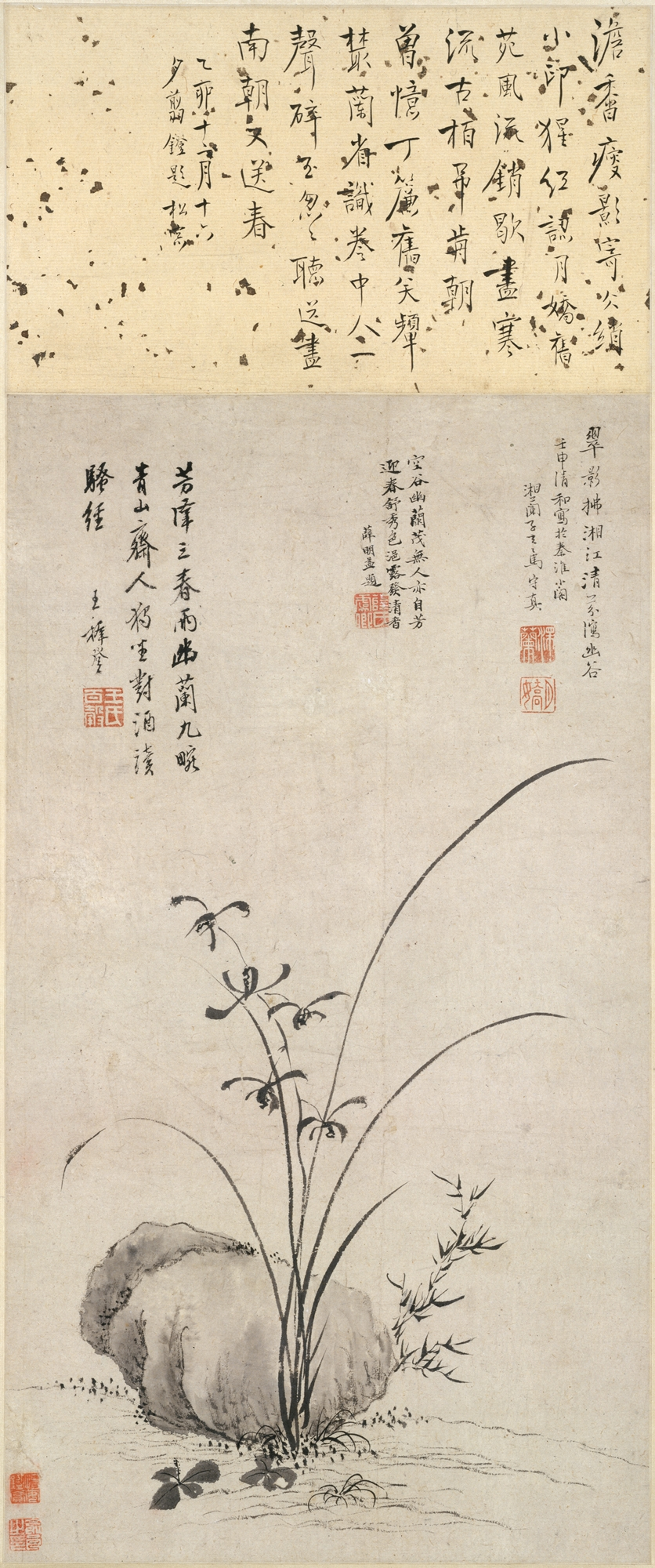
Ma Shouzhen, Orchidea e roccia, 1572, Metropolitan Museum of Art

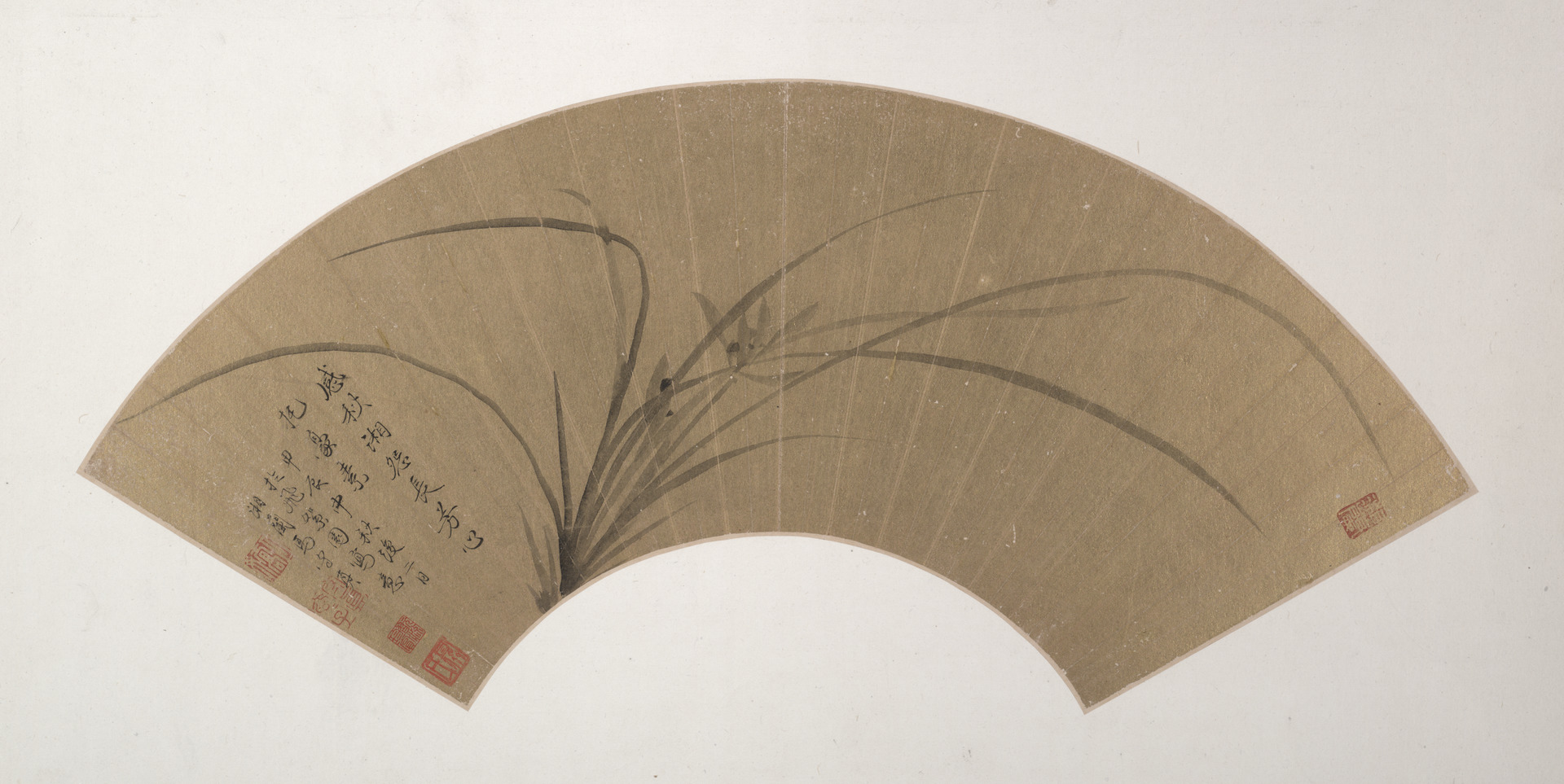
Ma Shouzhen, Orchidea, 1604, Yale University Art Gallery

Il poeta e calligrafo Peng Nian la introdusse all'età di 15 nel mondo delle cortigiane di Nanchino. Qui imparò a cantare e a ballare con l'obiettivo di diventare una geji, ovvero un'intrattenitrice professionista, e si dedicò alle "tre perfezioni" della tradizione cinese, ovvero la poesia, la pittura e la calligrafia.
Ebbe modo di conoscere funzionari imperiali e letterati, cui spesso dedicò i suoi dipinti, come il suo mecenate e amante Wang Zhideng, eminente poeta e calligrafo. Strinse amicizia anche con le altre cortigiane della città come Lin Xue, Wang Dingrui e Wu Juanjuan, con le quali collaborò a diverse opere tra cui un rotolo dipinto a mano raffigurante fiori e piante.
Restò una cortigiana per tutta la vita, a differenza di molte altre che erano solite sposarsi o diventare concubine di uomini benestanti. Rifiutò la proposta nunziale di Wang Zhideng che l'aveva salvata da un disastro finanziario e si recò a Suzhou nel 1604. Alla sua morte Wang Zhideng compose 12 elogi funebri in suo onore.
Definita una delle artiste cortigiane più note del periodo Ming, si distinse nella raffigurazione di orchidee grazie alla tecnica del "doppio contorno". A 18 anni produsse il suo primo capolavoro, un rotolo di carta dipinto con inchiostro raffigurante un'orchidea, del bambù e una roccia. Nel 1900 il Rijksmuseum di Amsterdam acquistò un suo dipinto nel quale si possono notare le influenze del pittore del periodo Yuan Zhao Mengjian (1199-1267) e dell'artista Guan Daosheng (1262-1319), moglie del maestro Zhao Mengfu. Altre sue produzioni che includono ventagli, album e bozzetti sono conservati in numerosi musei negli Stati Uniti, in Europa e in Giappone.

In campo poetico si distinse per la sua raccolta del 1591 Xianglan Zi Ji accompagnata dalla prefazione di Wang Zhideng che ne esalta il fascino. Le sue poesie furono incluse in numerose antologie dei periodi Ming e Qing, come il Qinhuai siji shi di Mao Yuchang. La sua poetica viene accostata al genere boudoir per via delle tematiche sentimentali trattate, tra cui il dolore e il risentimento. Un esempio di tale genere è la seguente lirica: